# Galium rigidifolium
Galium rigidifolium là một loài thực vật có hoa trong họ Thiến thảo. Loài này được Krendl mô tả khoa học đầu tiên năm 1986.